# Tři zlaté dukáty
Tři zlaté dukáty (slovensky Tri zlaté dukáty) jsou filmová pohádková komedie režisérky Mariany Čengel Solčanské z roku 2023, vyrobená ve slovensko-české koprodukci. Scénář k filmu napsala Zuzana Líšková spolu s režisérkou Solčanskou. Titulní dvojici ztvárnili slovenská herečka Katarína Krajčovičová (v českém znění Eva Podzimková) v roli Julie a Ladislav Bédi (v českém znění Robert Urban) v roli pastýře Juraje.

## Obsazení
| Katarína Krajčovičová | Julie     |
| Ladislav Bédi         | Juraj     |
| Jozef Vajda           | Blažej    |
| Jitka Čvančarová      | kuchařka  |
| Jana Hubinská         | Žofie     |
| Juraj Hrčka           | učitel    |
| Michal Isteník        | notář     |
| Ondrej Kovaľ          | Gusto     |
| Lesana Krausková      | Katka     |
| Zuzana Norisová       | hostinská |
| Marián Labuda ml.     | Ondra     |
| Jana Kvantiková       | Zuzka     |
| Natália Gadzmanová    | Barbora   |
| Marek Lupták          | Mikuláš   |
| Mária Breinerová      | hospodyně |

V českém znění, režírovaném Zdeňkem Štěpánem, hráli:
| Eva Podzimková     | Julie        |
| Robert Urban       | Juraj        |
| Jaromír Meduna     | Blažej       |
| Ivan Trojan        | písař Teodor |
| Jiří Panzner       | učitel       |
| Rudolf Kubík       | Gusto        |
| Milada Vaňkátová   | Katka        |
| Petr Lněnička      | Ondra        |
| Helena Němcová     | Zuzka        |
| Barbora Červinková | Barbora      |
| Radovan Klučka     | Mikuláš      |
| Kamila Špráchalová | hospodyně    |

## Výroba
Film se natáčel mj. na Oravském hradu, v klášteru Rosa coeli, v Muzeu oravské dědiny v Zuberci-Brestové nebo u hradu Beckov.

## Uvedení a přijetí
Snímek premiérově uvedl Rozhlas a televize Slovenska pod názvem Tri zlaté dukáty na Štědrý večer, tedy 24. prosince 2023, na Jednotce ve slovenském znění.
V Česku byl film poprvé odvysílán Českou televizí na 1. svátek vánoční, 25. prosince, na programu ČT1. Podle ATO Nielsen Admosphere jej sledovalo 2,05 milionu diváků starších 15 let, čímž se stal nejsledovanějším pořadem dne.